# Eutonia barbipes
Eutonia barbipes är en tvåvingeart som först beskrevs av Johann Wilhelm Meigen 1804.  Eutonia barbipes ingår i släktet Eutonia och familjen småharkrankar. Arten är reproducerande i Sverige. Inga underarter finns listade i Catalogue of Life.

## Bildgalleri

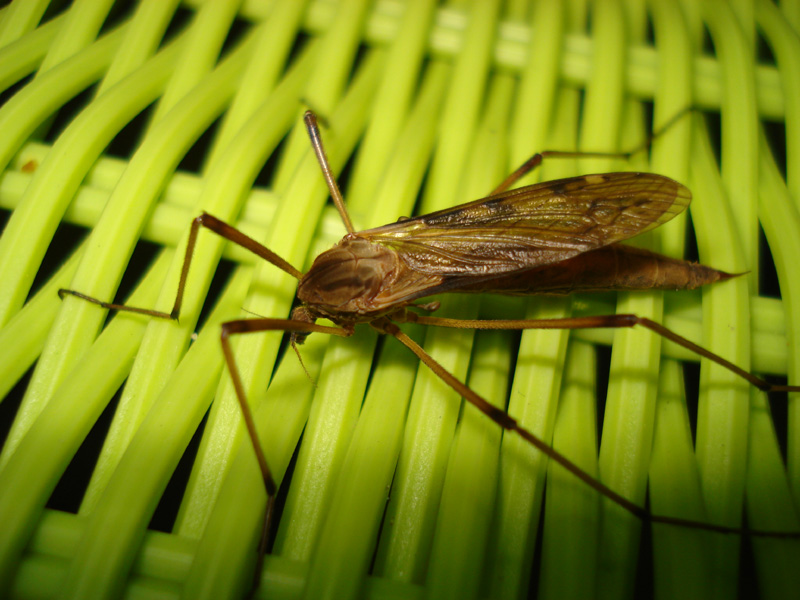